# ミリオンデイズ 〜あの日のわたしと、歌え。〜 mixed by DJ和
『ミリオンデイズ 〜あの日のわたしと、歌え。〜 mixed by DJ和』は、DJ和の通算28枚目のミックス・アルバム。2020年12月16日にソニー・ミュージックアソシエイテッドレコーズよりリリースされた。

## 概要
2020年4月に発売されたビーイング、ソニーミュージック共同企画として発売されたミックスCD『キミが好きだと叫びたい 〜Love & Yell〜』に続くシリーズ第2弾となり、「大人世代に贈る青春ミックス」をコンセプトに制作された。
全36曲のすべてがミリオンヒット曲で構成されている。
ジャケットには石田ゆり子が出演。
ヒットを記念し、2021年のゴールデンウィーク期間に吉田栄作が出演するテレビCMがオンエアされた。
2021年8月4日、石田ゆり子の新ジャケットによる新スリーブ仕様の豪華盤が期間生産限定盤として発売。

## 収録曲
1. 世界中の誰よりきっと / 中山美穂 & WANDS
2. 揺れる想い / ZARD
3. 君がいるだけで / 米米CLUB
4. ロマンスの神様 / 広瀬香美
5. ズルい女 / シャ乱Q
6. アジアの純真 / PUFFY
7. KNOCKIN' ON YOUR DOOR / L⇔R
8. 夏を抱きしめて / TUBE
9. 愛は勝つ / KAN
10. それが大事 / 大事MANブラザーズバンド
11. You're the Only… / 小野正利
12. このまま君だけを奪い去りたい / DEEN
13. 瞳をとじて / 平井堅
14. 花 / ORANGE RANGE
15. Hello, Again 〜昔からある場所〜 / MY LITTLE LOVER
16. Love, Day After Tomorrow / 倉木麻衣
17. PIECES OF A DREAM / CHEMISTRY
18. WON'T BE LONG / バブルガム・ブラザーズ
19. DEPARTURES（RADIO EDIT） / globe
20. I'm proud＜Radio Edit＞ / 華原朋美
21. アゲハ蝶 / ポルノグラフィティ
22. SOUL LOVE / GLAY
23. そばかす / JUDY AND MARY
24. HONEY / L'Arc〜en〜Ciel
25. WHITE BREATH / T.M.Revolution
26. Bye For Now / T-BOLAN
27. 突然 / FIELD OF VIEW
28. 世界が終るまでは… / WANDS
29. TOMORROW / 岡本真夜
30. Diamonds＜ダイアモンド＞ / PRINCESS PRINCESS
31. Choo Choo TRAIN / ZOO
32. ラブ・ストーリーは突然に / 小田和正
33. 悲しみは雪のように / 浜田省吾
34. LA・LA・LA LOVE SONG / 久保田利伸 with ナオミ・キャンベル
35. ら・ら・ら / 大黒摩季
36. LOVE LOVE LOVE / DREAMS COME TRUE